# Гьорлиц (окръг)
Окръг Гьорлиц (на немски: Landkreis Görlitz) е окръг в регион Дрезден, провинция Саксония, Германия. Заема площ от 2106.07 км2. Населението на окръга към 31 декември 2011 година е на 273 511 души. Гъстотата на население е 130 души/км2. Административен център на окръга е град Гьорлиц.

## Градове и общини
В състава на окръга има 14 града и 43 общини.

### Градове
Градовете в окръга са 14 на брой (с население към 31 декември 2011 година):
1. Гьорлиц (55 350)
2. Цитау (27 845)
3. Вайсвасер (18 592)
4. Лебау (15 944)
5. Еберсбах-Нойгерсдорф (13 662)
6. Ниски (9901)
7. Ротенбург (5097)
8. Хернхут (4924)
9. Зайфхенерсдорф (4128)
10. Райхенбах (3870)
11. Бад Мускау (3802)
12. Бернщат на Айген (3711)
13. Нойзалца-Шпремберг (3536)
14. Остриц (2517)

## Политика

### Окръжен съвет
Съставът на окръжния съвет от 8 юни 2008 година е следния (от общо 92 места):
| Политическа група                                        | (%)  | Места |
| -------------------------------------------------------- | ---- | ----- |
| CDU                                                      | 35.1 | 33    |
| Die Linke                                                | 18.3 | 17    |
| Freie Wähler                                             | 15.4 | 14    |
| SPD                                                      | 7.4  | 7     |
| FDP                                                      | 6.5  | 6     |
| NPD                                                      | 5.5  | 5     |
| Wählergemeinschaft für Kinder-Jugendliche-Familie (KJIK) | 3.5  | 3     |
| Съюз 90/Зелените                                         | 3.2  | 3     |
| Bürger für Görlitz (BfG)                                 | 2.7  | 2     |
| DSU                                                      | 2.4  | 2     |